# Basalt Island
Basalt Island (kinesiska: 火石洲) är en ö i Hongkong (Kina). Den ligger i den östra delen av Hongkong. Arean är 1,0 kvadratkilometer.
Terrängen på Basalt Island är lite kuperad. Öns högsta punkt är 146 meter över havet. Den sträcker sig 1,8 kilometer i nord-sydlig riktning, och 1,1 kilometer i öst-västlig riktning.